# Луапула (река)
Луапула (на английски: Luapula River, на френски: Lwapua) е река в Централна Африка, в Замбия и югоизточната част на Демократична република Конго, средна част на речната система Чамбеши – Луапула – ез. Мверу – Лувуа, която някои изследователи и географи считат за главен извор на река Луалаба (Конго). Дължината ѝ е 740 km (дължина на цялата речна система – 1613 km), а площта на водосборния басейн – 173 386 km.
Река Луапула изтича от южния ъгъл на езерото Бангвеулу, разположено на 1164 m н.в., в северната част на Замбия. Първите около 110 km тече на юг през обширното блато Бангвеулу, като на около своя 70 km приема отдясно река Чамбеши, след още около 40 km достига до границата на Замбия с Демократична република Конго и останалите 630 km сужи за граница между двете страни. В началото тече на запад, като постепенно завива на северозапад, а след устието на левия си приток източна Лубембе – на север и запазва това направление до устието си. По цялото си протежение протича в широка и плитка долина, която в много участъци е силно заблатена (особено в най-долното ѝ течение). На места има бързеи, прагове и малки водопади (Джонстън и др.). Влива се от юг в езерото Мверу, разположено на 922 m н.в., на границата между Замбия и Демократична република Конго. Основни притоци: леви – Чамбеши, Лулимала, Луамбва, Муниенгаши, Кафубу, Луфутизи, Луби, Лушипука, Калала; десни – Луела, Луонго. Река Луапула е предимно с дъждовно подхранване и нейното пълноводие е по време на есенния дъждовен сезон в региона, от февруари до май. Средният годишен отток в долното ѝ течение е 741 m³/s. В най-долното си течение е плавателна за плитко газещи речни съдове.
Река Чамбеши протича изцяло по територията на Замбия, има дължина около 500 km и площ на водосборния басейн 44 427 km². Тя води началото си на 1775 m н.в. от планините, разположени южно от езерото Танганика, в крайната северна част на Замбия. В най-горното си течение тече на юг и югоизток, а след устието на десния си приток Калунгу, завива на югозапад и запазва това направление до устието си. Тече предимно през хълмисти и нископланински райони, като образува множество бързеи и прагове (Сафва и др.). След устието на най-големия си приток Лукулу (десен) навлиза в обширното блато Бангвеулу, където се разделя на множество ръкави и престава да съществува като единно водно течение. Влива се отляво в река Луапула на 1162 m н.в., на около 70 km след изтичането на последната от езерото Бангвеулу. Основни притоци: леви – Лубу, Манша, Лулингила, Луитикила; десни – Чимфуву, Калунгу, Лукулу, Лубансенши.
Река Лувуа протича изцяло по територията на Демократична република Конго, има дължина 373 km и площ на водосборния басейн 265 300 km². Лувуа изтича от северния ъгъл на езерото Мверу, разположено на 922 m н.в. Тече основно в северозападна посока, в дълбока и тясна долина, като пресича централната част на вулканичната планина Митумба. Тук течението ѝ е изпъстрено с множество бързеи и прагове. След устието на левия си приток Луве излиза от планините и до устието си тече в широка и плитка долина с бавно и спокойно течение. Влива се отдясно в река Луалаба (Конго) на 558 m н.в. при град Анкоро. Основни притоци: леви – Лубуле, Луве, Лукуши; десни – Лувунзу, Лукумби, Лукулу, Ниемба. Плавателна е за плитко газещи речни съдове в долното си течение, на 145 km от устието.